# 피아노 소나타 17번 (모차르트)
볼프강 아마데우스 모차르트의 피아노 소나타 17번 B ♭ 장조, K. 570은 3 악장으로 된 소나타이다.
1. Allegro
2. Adagio (E♭ major)
3. Allegretto